# Mercedes-Benz Lo 5000
Mercedes-Benz Lo 5000 — середньотоннажний вантажний автомобіль, що випускається заводом Daimler-Benz в період з 1932 по 1940 рік. За всю історію було побудовано більш як 12 253 моделей, близько 92% з яких з дизельним двигуном OM 59. Решта автомобілів приводилися в дію бензиновим двигуном M 60. Об'єм кожного двигуна становить 3,8 л, потужність — 40 кВт (55 к. с.) при 2000 об/хв.